# Melanagromyza difficilis
Melanagromyza difficilis är en tvåvingeart som beskrevs av Spencer 1959. Melanagromyza difficilis ingår i släktet Melanagromyza och familjen minerarflugor.
Artens utbredningsområde är Moçambique. Inga underarter finns listade i Catalogue of Life.